# Cormoran Strike
Cormoran Strike är en litterär figur, en privatdetektiv, skapad av pseudonymen Robert Galbraith (J. K. Rowling). Strike är en av huvudpersonerna i detektivromanerna Gökens rop (The Cuckoo's Calling), Silkesmasken (The Silkworm) och Karriär i ondska (Career of Evil). - den andra huvudpersonen är hans unga, kvinnliga assistent Robin Ellacott.